# Vom treuen Walther
Vom treuen Walther  (Duits voor De trouwe Walther) is een gedicht/ballade van Ludwig Uhland. Het verscheen in Gedichte von Ludwig Uhland waarvan de eerstbekende druk uit 1815 stamt. De beginregel is "Der treue Walther ritt vorbei". De rouwende Walther blijft nadat zijn vrouw is overleden trouw aan haar en valt niet voor de verleiding van een jonge dame.

## Niels Gade
De Deense componist Niels Gade schreef er muziek bij en bleef de Duitse titel hanteren. Gade was een groot deel van zijn leven toch al gericht op dat muzikale mekka in de 19e eeuw. Zijn grootste voorbeeld was immers Felix Mendelssohn Bartholdy en Gade was veelvuldig dirigent bij het Gewandhausorchester. Van Vom treuen Walther als lied is niet veel bekend, zelfs niet wanneer Gade het op papier zette. Daar zal zonder meer het heen en weer reizen tussen Kopenhagen en Leipzig mede debet aan zijn.
De Duitse componist Heinrich von Herzogberg gebruikte Vom treuen Walther als lied nummer 2 in zijn Balladen und Romanzen für Singstimme mit Clavierbegleitung, ook wel bekend als Sechs Balladen opus 101.